# Pleurosicya prognatha
Pleurosicya prognatha és una espècie de peix d'aigua salada de la família dels gòbids i de l'ordre dels cipriniformes que es troba a la península del Sinaí (Egipte). Va ser descrita per l'ictiòleg israelià Menachem Goren el 1984.